# Пологи (Курманський район)
Поло́ги (до 1948 року — Айтуган Німецький, історична назва — Ай-Тувга́н; крим. Ay Tuvğan) — село Курманського району Автономної Республіки Крим.
Відстань від райцентру до населеного пункта становить 28 кілометрів по прямій.

## Назва
Історична назва Ай-Тувган походить від кримськотатарського ay — місяць та tuvğan — рідний, споріднений.
Німецька колонія в селі мала назви Айтуган-Дойч (нім. Aitugan Deutsch, «Айтуган Німецький») та Неймонд (нім. Neumond), від перекладу першої з якої походить офіційна назва першої половини XX століття.
Сучасна назва з'явилася у 1948 році в рамках зачищення Криму від неросійських назв.

## Історія
Історично землі села були землями громади (джамаат) великого села Ашага-Ай-Тувган, відомого з часів Кримського ханства, ця частина (кесек) носила назву Орта-Ай-Тувган.
В 1889 році, в рамках російської колонізації Криму, на цій території з'являється німецька лютеранська колонія.
За Статистичним довідником Таврійської губернії. Ч.ІІ-я. Статистичний нарис, випуск шостий Сімферопольський повіт, 1915 рік, в селі Айтуган Німецький Табулдинської волості Сімферопольського повіту було 10 дворів з німецьким населенням у кількості 43 осіб приписних жителів та 15 — «сторонніх», з яких 47 чоловіків та 34 жінки.
Згідно зі Списком населених пунктів Кримської АРСР по Всесоюзному перепису 17 грудня 1926 року, в селі Айтуган (німецький), Табулдинської сільради Сімферопольського району, був 21 двір, усі селянські, населення становило 116 осіб, з них 105 німців, 8 росіян, 2 українці, 1 грек, діяла німецька школа.
18 серпня 1941 року німці з села були депортовані спочатку у Ставропольський край, звідти у Сибір і північний Казахстан.
18 травня 1948 року Указом Президії Верховної Ради РРФСР Айтуган Німецький перейменували на Пологи.

## Населення
За переписом населення 2001 року в селі мешкала 291 особа.

### Мова
Розподіл населення за рідною мовою за даними перепису 2001 року:
| Мова              | Відсоток |
| ----------------- | -------- |
| російська         | 48,80 %  |
| кримськотатарська | 41,24 %  |
| українська        | 7,56 %   |
| білоруська        | 1,37 %   |
| караїмська        | 0,34 %   |
| німецька          | 0,34 %   |